# Ligature des trompes

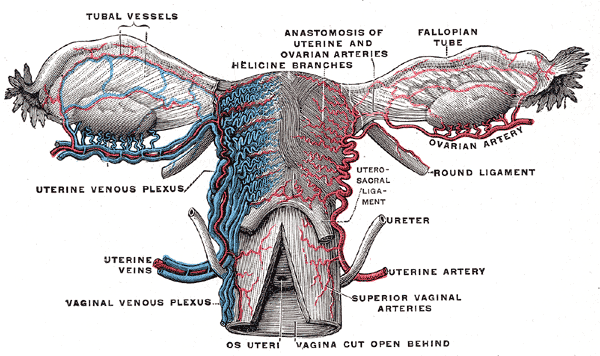
Vascularisation de l'utérus et des annexes

La ligature des trompes, parfois appelée tubectomie, est une procédure chirurgicale de stérilisation qui offre une contraception permanente, irréversible et fiable aux femmes. 
Elle est autorisée en France depuis 2001,.
L'occlusion des trompes est une méthode de régulation permanente des naissances par une chirurgie qui est exécutée sous anesthésie générale et dure de 15 à 20 minutes.
On emploie divers moyens pour fermer les trompes, comme la section et ligature des trompes ou l'obturation des trompes à l'aide d'un instrument.
Pour avoir accès aux trompes, on fait le plus souvent une laparoscopie. L'instrument est mince et long pour pouvoir être introduit dans le corps par une très petite incision au-dessous du nombril; une laparoscopie permet au médecin de voir les trompes et de les fermer. 
Une technique de laparotomie ou mini laparotomie, utilisée un peu moins souvent, exige que le chirurgien accède aux trompes et les ferme à travers une petite incision faite dans la partie inférieure du tronc. On peut aussi faire de ligature des trompes après un accouchement ou une césarienne.
La régulation permanente des naissances par stérilisation ne donne aucune protection contre les maladies sexuellement transmissibles. Elle ne remplace le préservatif que comme moyen contraceptif.